# Plaza de toros de Figueras
La plaza de toros de Figueras se encuentra en el municipio homónimo, provincia de Gerona. Es de 2ª categoría.

## Historia
La inauguró en el año 1894 el farmacéutico Pablo Gelart. Lidiaron toros de la ganadería La Borda a manos de los matadores Basilio González El Sastre y José San Pedro.
En 1989 el Ayuntamiento de Figueras compra el coso a la familia Gelart. Desde el año 2000 no se han vuelto a celebrar corridas y se encuentra en un estado de abandono. Actualmente el Ayuntamiento tiene pensado hacer un polideportivo en ella.

## Arquitectura
Obra del arquitecto Josep Gaspar i Serra. Forma hexagonal y de fachada amarilla.

## Alternativas
En este coso tomaron la alternativa varios toreros; Fuentes, Antonio Poveda y José Salazar entre otros.